# Угодновићи
Угодновићи су насељено мјесто у општини Теслић, Република Српска, БиХ. Према попису становништва из 2013. у насељу је живјело 450 становника.

## Географија
На подручју насеља спајањем мањих водотока настаје ријека Студена.

## Образовање
У насељу се налази Основна школа „Петар Кочић“.

## Становништво
| Демографија | Демографија | Демографија |
| Година      | Становника  | Становника  |
| ----------- | ----------- | ----------- |
| 1961.       | 972         |             |
| 1971.       | 1.160       |             |
| 1981.       | 1.284       |             |
| 1991.       | 927         |             |
| 2013.       | 450         |             |